# 苏鲁莱雷

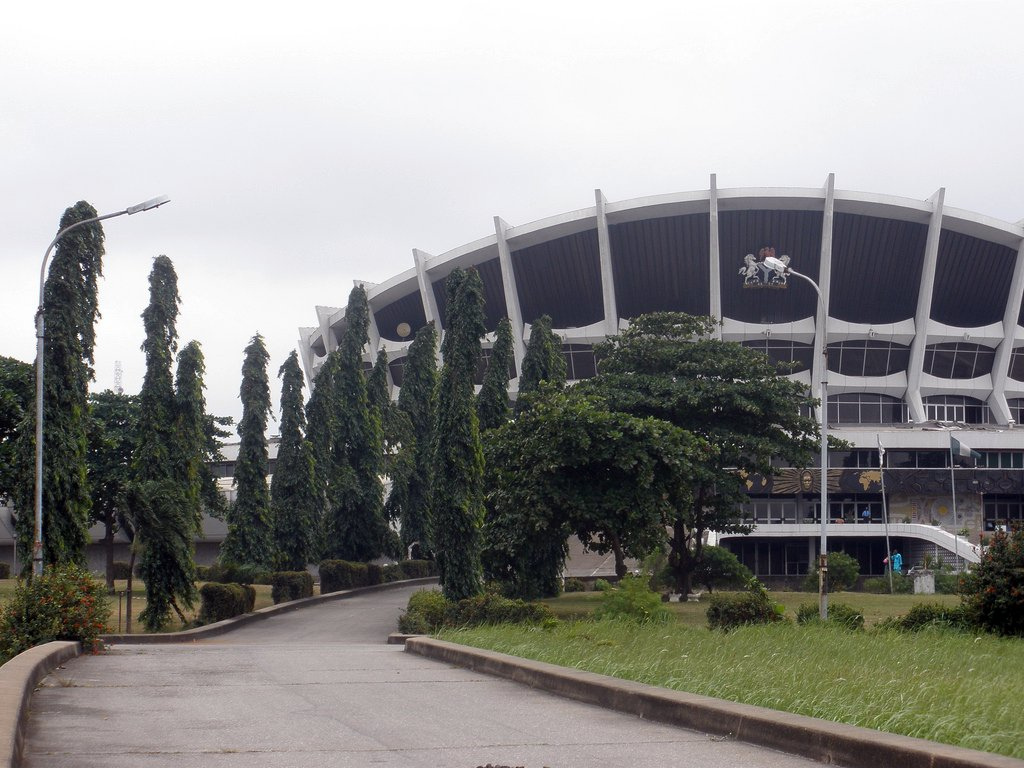
国家艺术剧院

苏鲁莱雷（英語：Surulere）是尼日利亚拉各斯的一个郊区性地方政府区域。苏鲁莱雷位于拉各斯潟湖以西，南侧间隔拉各斯-巴达格里高速公路与阿帕帕、阿杰罗米-伊弗洛敦相邻，东侧间隔穆尔塔拉·穆罕默德路与铁路和拉各斯大陆接壤，北侧为穆辛，西侧间隔阿帕帕奥沃龙高速公路与阿姆沃-奥多芬相邻。
十九世纪时，已有大量拉各斯本地人与非洲裔巴西人、古巴人在苏鲁莱雷定居。1960年尼日利亚独立后，苏鲁莱雷属于拉各斯联邦直辖区。1977年，第二届世界黑人与非洲艺术文化节（Festac '77）在拉各斯举行，活动集中在苏鲁莱雷内的拉哥斯国家体育场与国家艺术剧院。

## 经济
阿帕帕至穆辛的工业区是尼日利亚第一批兴建的工业区，尼日利亚啤酒厂就位于苏鲁莱雷境内。尼日利亚快餐品牌美味炸鸡也诞生于苏鲁莱雷。

## 人口
苏鲁莱雷地方政府所辖面积为27.05 km2，2006年普查人口为503,975人。2018年，拉各斯州政府估计人口为1,859,727人，人口密度为68,751人每平方公里。

## 教育
拉各斯大学医学院与拉各斯州立大学的部分校区位于苏鲁莱雷境内。

## 地标

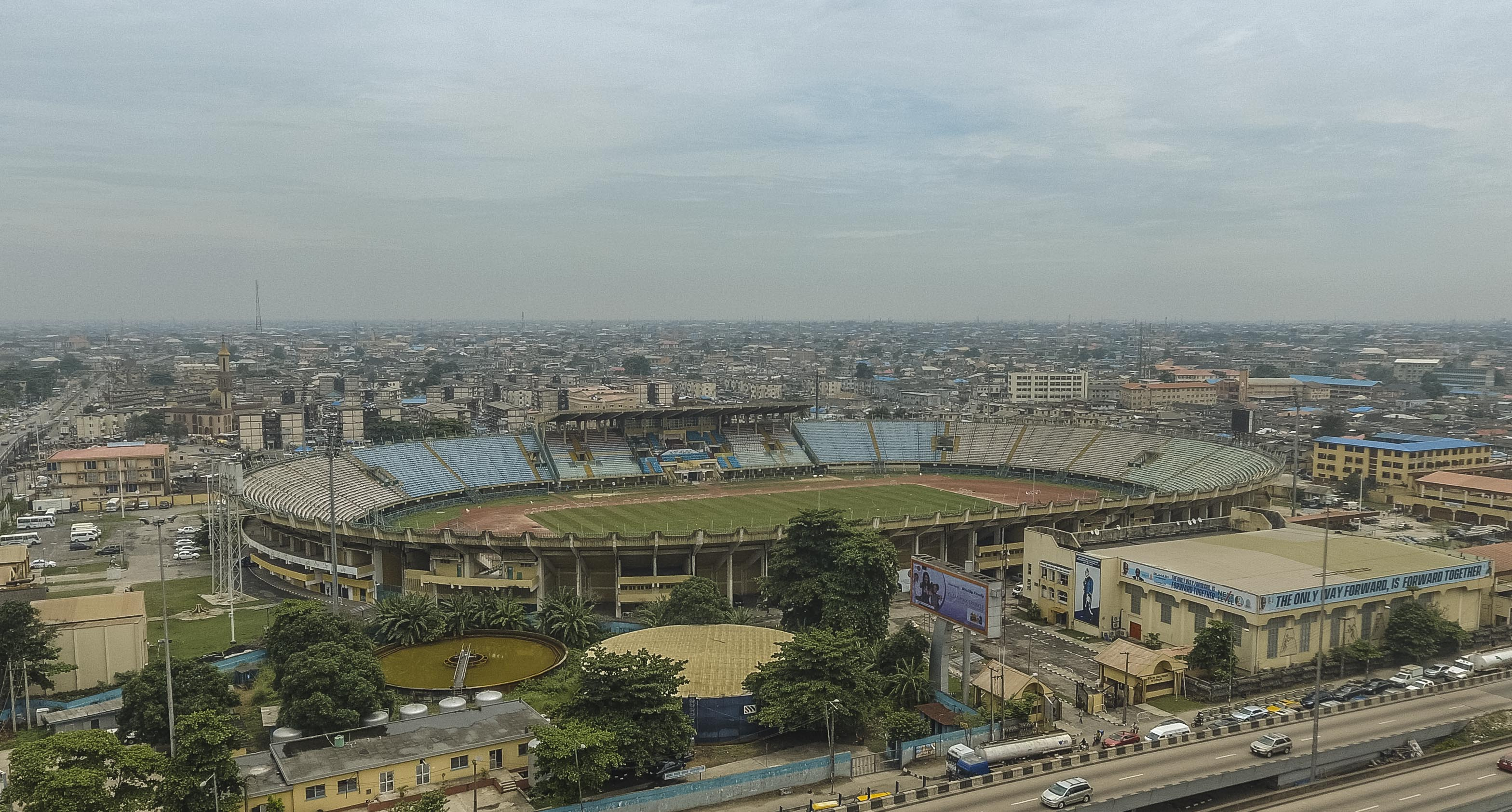
鸟瞰特斯林·巴洛贡体育场

- 拉各斯国家体育场：仅次于阿布加国家体育场的尼日利亚第二大体育场，曾是1973年全非运动会的主会场、1980年非洲国家杯的决赛与2000年非洲國家盃的决赛场馆，也曾经是尼日利亚国家足球队的主场
- 国家艺术剧院（英语：National Arts Theatre）
- 特斯林·巴洛贡体育场（英语：Teslim Balogun Stadium）：毗邻拉各斯国家体育场，曾是2009年国际足联U-17世界杯半决赛场馆，得名于尼日利亚著名足球运动员、教练特斯林·巴洛贡（英语：Teslim Balogun）。